# SirCam
SirCam é um worm que se propagou pela primeira vez em 2001 por e-mail nos sistemas Microsoft Windows. Afetou computadores com Windows 95, Windows 98 e Windows ME (Millennium). Começava com uma das seguintes linhas de texto e tinha um anexo que consistia no executável do worm com algum arquivo do computador infectado anexado:
- I send you this file in order to have your advice
- I hope you like the file that I sendo you
- I hope you can help me with this file that I send
- This is the file with the information you ask for
- Te mando este archivo para que me des tu punto de vista[2] (em espanhol)
- Espero te guste este archivo que te mando
- Espero me puedas ayudar con el archivo que te mando
- Este es el archivo con la informacion que me pediste

Devido a um erro no worm, a mensagem raramente era enviada de outra forma que não “I send you this file in order to have your advice.” Posteriormente, isso se tornou uma piada interna entre aqueles que estavam usando a Internet na época e recebiam spam de e-mails contendo essa cadeia de caracteres enviada pelo worm.
O SirCam se destacou durante seu surto pela maneira como se distribuiu. Os arquivos de documentos (geralmente .doc ou .xls) no computador infectado foram escolhidos aleatoriamente, infectados com o vírus e enviados por e-mail para endereços de e-mail no catálogo de endereços do host. Abrir o arquivo infectado resultou na infecção do computador de destino. Durante o surto, muitos arquivos pessoais ou privados foram enviados por e-mail para pessoas que, de outra forma, não os deveriam ter recebido.
Ele também podia espalhar-se por meio de compartilhamentos abertos em uma rede. O SirCam verificou a rede em busca de computadores com unidades compartilhadas e se copiou para uma máquina com um drive ou diretório aberto (não protegido por senha). Uma simples chamada de procedimento remoto (RPC) foi então executada para iniciar o processo na máquina de destino, geralmente desconhecido para o proprietário do computador agora comprometido.
Mais de um ano após o surto inicial de 2001, o SirCam ainda estava entre os dez primeiros nas paradas de vírus.